# Płużnica przylądkowa
Płużnica przylądkowa (Aspidelaps lubricus) – gatunek jadowitego węża z rodziny zdradnicowatych (Elapidae).
Jest to niewielki wąż, o stosunkowo grubym i krótkim ciele, długości ok. 65 cm. Ma małą głowę, nieznacznie szerszą od szyi. Jego ubarwienie jest żółtawe lub czerwonawe z szerokimi czarnymi pierścieniami na tułowiu i czarnymi ukośnymi kreskami na głowie.
Występuje na południu Afryki, w Angoli, Namibii i Republice Południowej Afryki. Żyje w rozmaitych środowiskach suchych: na glebach piaszczystych, na sawannach i w wysokopiennych lasach. 
Poluje nocą, wyjątkowo w ciągu dnia. Dzień spędza ukryty w wygrzebanych przez siebie jamach, pod kamieniami lub w szczelinach skalnych. 
Żywi się jaszczurkami, małymi wężami i gryzoniami.
Jest agresywny, ale nie stanowi wielkiego zagrożenia dla człowieka.